# Симеиз 147
Симеиз 147, Simeis 147 , туманность также известен как Туманность Спагетти , SNR G180.0-01.7  или Шарплесс 2-240  является остатком сверхновой (SNR) в галактике Млечный Путь, лежащий на границе между созвездиями Возничего и Тельца. Была обнаружена в 1952 году в Крымской астрофизической обсерватории с помощью светосильной 640-мм камеры системы Рихтера-Слефогта.      Её трудно наблюдать из-за её чрезвычайно низкой яркости.
Туманность довольно большая, с почти сферической оболочкой и нитевидной структурой. Остаток имеет угловой размер приблизительно 3 градуса (примерно 6 полных Лун). Приблизительное расстояние до туманности около 3000 ± 350 св. лет и возраст приблизительно 40 000 лет. 
Считается, что после звездного взрыва в ядре туманности осталась быстро вращающаяся нейтронная звезда, известная как пульсар PSR J0538+2817, испускающая сильный радиосигнал.